# 苏联边防军
蘇聯边防軍（俄语：Пограничные войска СССР）是蘇聯担任边防的武裝力量。受苏联的国家安全部门的领导、管理、指挥，先后隶属于全俄肃清反革命及怠工非常委员会、国家政治保卫总局、内务部，从1954年起隶属于苏联部长会议国家安全委员会。因此，相应地称这支部队为“内务部边防军”（俄语：Пограничные войска НКВД  СССР）、“国家安全委员会边防军”（俄语：Пограничные войска КГБ СССР）。苏联边防军也包括海防部队。 
苏联边防军与苏军的五大军种、民防部队和内务人民委员部内卫部队一起构成整个苏联武装力量。但边防军不归属苏联国防部管辖，边防军司令也没有国防部的兼职头衔。
根据1982年11月24日苏联最高苏维埃通过的《边境法》第28条，苏联边防军的任务是：驱逐外来武装入侵；防止非法越境与跨境运输武器、爆炸品、走私、颠覆性宣传品；监控过境口岸秩序；监控在苏联领水的本国与外国船只；配合其他政府部门保护边境地区的自然资源、预防环境污染；授权对进出国境人员的随身物品的检查；具有对当事人的询问、讯问、搜查、逮捕、审讯的警察执法权。

## 歷史

### 早期
俄国十月革命后，原守卫边境的俄国边境警卫独立军解体，并被苏维埃政权撤销。工农红军组建后，边界守卫任务临时由红军负责，1917年至1918年冬季，“边界临时关闭，没有革命军事委员会的特别指示任何人不得越过边界”，出入边界的许可证上必须有捷尔任斯基、乌利茨基、温什里希特、拉齐斯和越飞的签名。1918年3月3日布列斯特和约签订之后，苏维埃俄国革命军事委员会决定在北部和西部成立两批护卫队，负责守卫西部边界并同时执行海关任务。其中在西部边界有120个队，2万多人，这是最早的专职边防部队。1918年3月30日，在原俄国边境警卫独立军总部机关基础上，设立苏维埃俄国人民委员会财政人民委员部边防总局，这是最早的边防军领导机关。
1918年5月28日，列宁签署了“苏维埃俄国人民委员会关于组建边防警卫部队”的法令。在边防总局内设立边防委员会，由总局的两名政治委员和一名军事领导人组成。苏联部长会议1958年5月15日发布命令，规定每年的5月28日为边防军节。
1918年6月29日，边防总局及部队从苏维埃俄国人民委员会财政人民委员部划归苏维埃俄国人民委员会贸易与工业人民委员部管辖，以制止走私并加强海关检查。
1918年7月3日，边防委员会改组为边防军事委员会。根据列宁的提名，全俄军事政治委员会执行局任命费多洛夫和费多托夫为边防总局政治委员，他们是最早的边防军事委员会成员。另外任命工农红军总参谋部代表佩夫涅夫为边防总局军事领导人和边防军事委员会主席，沙姆舍夫为边防总局局长。
1918年9月6日，边防总局制定了边防军制服：绿色大檐帽和皮帽，绿色从此成为边防军的军种色。
1918年10月4日，又成立了培训边界执勤人员的学校。
至1918年底，组建了第1边防军区（司令部在彼得格勒）、第2边防军区（司令部设在维帖布斯克，下辖谢别日斯克、博尔霍夫、奥尔沙、波洛茨克、罗加乔夫边防区）、第3边防军区（司令部设在奥廖尔，下辖布良斯克、戈尔夫、库尔斯克、奥斯特罗戈日斯克边防区）。每个边防区下辖3-4个边防分区。边防分区分为若干个边防地段，每个边防地段派出哨所和岗哨。在芬兰湾和楚德湖组建了水上边防部队。
1919年5月，培养边防军勤务人员的莫斯科边防军骑兵训练班开学，学制六个月。 
1919年秋，各边防军区依次改编为边防师。第1师负责守卫同芬兰的边界。第2、第3师直接参加了苏俄国内战争，与外国干涉军及俄国白卫军战斗。由于苏俄国内战争红军失利、军事形势恶化，边防师全部移交红军指挥。1919年9月25日，苏维埃俄国人民委员会贸易与工业人民委员部边防总局撤销，同时在贸易与工业人民委员部下成立边境监察处。
1920年11月24日，劳动和国防委员会决定将边界守卫任务交由全俄肃反委员会由缅仁斯基领导的特别局负责。称“全俄肃反委员会边境部队”。苏维埃俄国人民委员会外贸人民委员部只负责在边界上执行海关监督任务。鲍列维奇被任命为全俄肃反委员会边境部队司令员兼政治委员。
1922年2月6日，全俄肃反委员会改组为内务人民委员部国家政治保卫局，1922年9月27日，劳动和国防委员会作出决议，边防军由国家政治保卫局指挥，称“国家政治保卫局独立边防军”。 
1922年底，苏俄国内战争结束。打到边界的一些红军部队被指派守卫收复的苏联边界。 至1923年3月，独立边防军的部署基本固定下来。下辖彼得格勒边防军区、西部边防军区、乌克兰边防军区、克里米亚边防军区、北高加索边防军区、高加索边防军区、土库曼边防军区和西伯利亚边防军区，不久又成立了远东边区国家政治保卫局边防处。边防军区下辖省（州）边防总队。边防总队下辖边防独立营。边防独立营辖3个连及配属的骑兵分队，担任边界巡逻。边防军编制中还有北部区舰队、芬兰-拉多加区舰队、里海区舰队、黑海区舰队、阿姆河区舰队、楚德湖船舶中队和远东边防区舰队。
1923年7月，国家政治保卫局改称国家政治保卫总局（格别乌），国家政治保卫局特别局改为国家政治保卫总局边防局。独立边防军受其领导、指挥。沿边各州的国家政治保卫局设立边防处。
1924年各级政治保卫局内设的边防机关和独立边防军的部队合并，统一了边防军的作战、政治、队列（即军务）、行政经济领导。独立边防军由国家政治保卫总局边防局、边防军区、边防总队、边防大队、边防小队（边防哨所）构成。各级均编配了负责政治工作的副职。
1923年11月30日，设立了国家政治保卫总局高级边防学校，其后又陆续成立了各边防军区边防学校。
1925年9月28日边防军由志愿兵役制改为义务兵役制。
1932年边防军增编了航空兵分队。至1934年，已组建了17支边防军航空部队，包括海军航空中队和大队。

### 内务人民委员部边防军
1934年7月10日，国家政治保卫总局改隶属于新组建的内务人民委员部称作国家安全总局。苏联边防军由内务人民委员部的“边防与内务总局”（GUPVO）领导指挥。1939年，该总局改为“边防军总局”（GUPV）。内务人民委员部边防军由步兵、骑兵、侦察兵、舰艇兵、航空兵等兵种组成。边防军的军种颜色为绿色，用于领章、肩章等的底板颜色。 其军帽是绿色帽顶黑色帽圈。领章是绿色镶红边，佩戴各兵种的专业符号。
1938年夏季针对日军的张鼓峰事件中，苏联边防军与红军并肩作战取得了胜利。巴塔尔申、维涅维京、马哈林、捷列什金和切尔诺皮特科等5人成为苏联边防军中首批“苏联英雄”。
苏联依据1939年8月23日前述的苏德互不侵犯条约进驻西白俄罗斯、西乌克兰之后，边防军参与了新获得国土的国境地带的社会秩序绥靖任务。 
1939年冬季的苏芬战争中，西北部的苏联边防军参加了战斗。 
1939年10月通过苏联新兵役法，将边防军人的服役期限从2年延长到3年。
1940年2月25日，设立了西部边防军区和西北部边防军区。

### 第二次世界大战
1941年6月22日，纳粹德国发动对苏战争爆发后，西部国际的苏联边防军在巴巴罗萨行动的开始数周时间内的边境交战中做了顽强抗击，遭受了严重伤亡率。 在布列斯特要塞保卫战中，苏联边防军红旗17边防总队第9哨所在所长基热瓦托夫上尉指挥下，是最坚决顽强的抵抗者。战争爆发后，内务人民委员部奉命组建了15个步兵师（步兵第214、229、242、243、244、246、247、249、251师等），分别编入第30、第31与第24集团军，参加了斯摩棱斯克战役和莫斯科保卫战。其后边防军还陆续组建了摩托化步兵第8师、第4克里米亚师、内务人民委员部第10师、奥尔忠尼奇则师和格罗兹尼师以及近百个独立的步兵营、连、排。在1941-1942年，边防军就抽调了8万2千多人组建一线作战部队。边防军和边防军舰艇兵直接参加了列宁格勒保卫战和斯大林格勒战役。
1942年10月14日苏联国防委员会决定在斯维尔德洛夫斯克组建人民内务部队集团军编入大本营的战略预备队。该集团军编制为6个步兵师总人数70,000人，其中由滨海边防军区、远东边防军区的边防部队29,750人，内务人民委员部内务部队16750人，铁路保卫部队8,500人。6个师部设在哈巴罗夫斯克、赤塔、新西伯利亚、斯维尔德洛夫斯克、车里雅宾斯克、塔什干。1943年2月5日这支部队获得第70集团军番号，辖步兵第102远东、第106外贝加尔、第140西伯利亚、第162中亚西亚、第175乌拉尔、第181斯大林格勒师，总共69,236人，其中共有28500名边防军人，远东第102师、后贝加尔第106师和中亚西亚第162师完全由边防军组成。1943年2月15日第70集团军编入中央方面军，在方面军预备队编成内，配置于叶列茨、利夫内、法捷日、扎顿斯克地域，由此开向亚斯纳亚波利亚纳、西特罗斯纳、博布罗沃（库尔斯克西北70公里）地域，就地构筑防御地域。之后第70集团军直接编入罗科索夫斯基的中央方面军参与了苏军的一次攻势，尝到了组建后的第一次失败。方面军司令员罗科索夫斯基在回忆录中写道：“我们对第70集团军期望过高，所以直接将其部署在我们连接拜恩斯科一线的最重要的右翼。但是由于缺乏有经验的一线指挥官，战斗开始后该军的官兵们发现他们第一次处于一个完全不同的陌生的战斗环境中，这导致了右翼此处防御的失败。他们从行进状态下，缺乏组织的小股小股投入部队，并且缺乏炮兵有效的支援。”1943年7月的库尔斯克战役中，第70集团军在И·B·加拉宁中将指挥下出色完成了任务，顶住了企图从北面突破库尔斯克的德国第9集团军坦克机械化部队的进攻。随后参加了奥廖尔进攻战役。战役后第70集团军领率机关转为中央方面军预备队。1943年9月1日转为最高统师部大本营预备队，重新编入了新的下属兵团和部队。   
由边防军人组成的第105、第157、第333团参加了1945年柏林战役。苏联边防军在苏德战争中超过11.37万名边防军人直接参加了前线作战，组建了大批前线战斗部队。边防军50%的军官和72%的士兵都被编入了作战部队。
在整个苏德战争中，约有1.7万边防军人荣获勋章和奖章，其中150人荣获“苏联英雄”金星奖章。有49个边防部队荣获战斗勋章，32支部队被授予荣誉称号。
1944年4月，先后在收复的国土上组建了摩尔达维亚边防军区、乌克兰边防军区、白俄罗斯边防军区。 
1945年8月消灭日本关东军的远东战役，边防军分队在前线部队先遣支队编成内作战，并参加了解放千岛群岛和库页岛的战斗。 

### 战后
1957年4月2日，苏联边防军与内卫部队完成分割，苏联边防军从内务部移交到克格勃。5月28日，边防军由内务部划归国家安全委员会管辖，设立国家安全委员会第三局，即边防军局。 
1969年3月2日、15日、17日，苏联边防军太平洋边防军区伊曼边防总队、远东边防军区比金边防总队与中国人民解放军沈阳军区黑龙江省军区合江军分区前指（3月2日战斗后改为沈阳军区虎（林）饶（河）前指）指挥的公司亮子边防站、陆军第46军第133师侦察连及397团特务连侦察排、398团特务连侦察排、陆军第23军第73师第217团第1营、第67师第201团的特务连、一炮连、三炮连等，在乌苏里江珍宝岛发生三次战斗。乌曼边防总队长列昂诺夫上校和乌曼边防总队机动分队指挥员扬申中校等58人阵亡。 
1969年8月13日，中国新疆军区塔城军分区根据上级批复部署，恢复自6月10日“塔斯提事件”孙龙珍被苏联边防军枪杀而中断了两个月的边界争议地区边防巡逻。为此，驻托里、裕民的新疆军区边防独立第四营组织掩护队，分成中路掩护组13人、南路掩护组18人、北路掩护组20人，于凌晨5时30分进入易遭敌袭击的巡逻地段秘密潜伏； 预备队36人在附近浅近纵深的巴尔鲁克山待命；公开巡逻队由铁列克提边防站副站长裴映章（副营级）带队共11人。13日这一天中方邀请苏方边防代表到巴克图边防会晤点会谈，将苏方的边防指挥员调离岗位。新华社、中央新闻电影制片厂、八一电影制片厂、中央人民广播电台、北京电视台（即后来的中央电视台）、解放军报社等新闻单位的10名记者前往铁列克提边防站报道此行动。前沿指挥组(15人)带一个警卫班12人。但是，早在8月12日苏联边防军东方边防军区乌尔贾尔边防总队扎拉那什科尔边防站前沿哨兵即察觉中国铁列克提边防站有大量新到人员的活动，并上报给东方边防军区司令米哈伊尔·米尔库罗夫少将。苏方派遣总队摩托化机动队副队长彼得·捷烈别科夫大尉边防哨所帮助掌握情况，部署了两辆装甲车到当前预设阵地隐蔽待机。乌尔贾尔边防总队参谋长P·尼基坚科中校于13日晨乘直升机赶来担负前敌指挥。8月13日凌晨，中方掩护组在阵位挖掘战壕即被苏联边防军哨兵发现。北京时间9时15分，中方的公开巡逻组出发后，尼基坚科中校派出苏联边防军直升机临空侦察、跟踪。尼基坚科中校把情况上报后，苏方各级负责人都没有给予回复。9时50分，尼基坚科中校决定由叶夫根尼·戈沃尔上尉指挥的扎拉那什科尔边防站的军人开火警告。中方公开巡逻组退向中路掩护组据守的无名高地汇合。苏方的总队机动队的9辆BTR-60型装甲车、300多人，四面合围无名高地，进攻至13时30分战斗结束。巡逻组11人全部牺牲，在无名高地的中路掩护组13人牺牲10人、被俘生还1人，负伤幸存2人。 南路掩护组牺牲5人。北路掩护组牺牲3人。随队的八一厂摄影记者李连祥、新影厂摄影记者温炳林、摄影记者王一兵战斗中牺牲，记者牺牲前将器材内胶片全部拉出曝光作废，苏方也未公布缴获的中方拍摄的影像。苏方阵亡两人（中士米哈伊尔·杜列波夫和列兵维塔利·梁赞诺夫），伤15人。
1980年从远东边防军区中把勘察加半岛等沿海的边防部队独立出来，成立了勘察加边防军区。
1980年～1989年阿富汗战争期间，苏联边防军的两个支队的兵力最早一批开进阿富汗，最后一批撤离。
1989年，苏军第103空降师转隶苏联边防军。 
1991年，819事件后，苏联国家安全委员会改组，苏联边防军划归苏联国防部建制指挥。1991年10月起边防军由苏联国家边界保卫委员会（俄语：Комитет по охране государственной границы СССР）和边防军联合司令部统辖。苏联解体后，该委员会仍然存在一小段时间，在过渡时期内统一指挥独联体国家的边防部队。
1992年6月12日，叶利钦总统批准在俄罗斯联邦安全部体系内组建俄罗斯边防军。1992年10月28日，苏联国家边界保卫委员会完成使命，正式解散，原苏联边防军由各加盟共和国自行分割继承。但是塔吉克斯坦与亚美尼亚的边防军继续属于俄罗斯边防军建制，由俄罗斯边防军担任这两个国家的边界守卫任务。

### 历任指挥员
- Г.Г.索科洛夫 1939-1941 旅级指挥员，1939年9月晋升师级，1940年6月转授中将
- 尼古拉·П·斯塔汉诺夫 1942-1952 少将，1944年11月晋升中将
- 帕维尔·泽里亚诺夫  1952-1956 少将
- 季莫费·斯特罗卡奇, 1956-1957
- 帕维尔·泽里亚诺夫  1957-1972，于1957年7月晋升中将，1961年2月晋升上将
- 弗拉基米尔·马特洛索夫 1972-1989 中将，1974年5月晋升边防军上将，1978年12月11日晋升陆军大将。马特洛索夫1915年出生，参加过苏德战争，从边防军基层逐级提拔起来的。1982年由于领导苏联边防军在阿富汗边境的军事行动中的出色表现，获得苏联英雄称号。
- 伊利亚·雅科夫列维奇·卡列尼琴科，1990-1992年7月，上将，原任国家安全委员会第三局（边防军局）局长。

## 组织结构
1991年，苏联边防军有23万多人，守卫苏联67000公里的边界线，设10个军级的边防军区，边防军区下辖师级的边防总队与一级边防检查站；边防总队下辖二、三、四级边防检查站、边防哨所。边防哨所是边防军的基层单位，相当于连级。哨所所长为上尉军衔，重点哨所为大尉军衔。边防军区还有团级的独立边防护卫挺支队、独立航空兵团等。
界江、界湖执勤巡逻的边防护卫艇支队隶属于边防军，但其兵种身份为为舰艇兵，穿海军舰艇兵制服、授海军军衔，佩戴海军徽记。类似的，边防军的独立航空兵团穿航空兵兵种制服，授予空军军衔，佩戴空军徽记。
苏联边防军最高军衔为边防军上将。

### 国家安全委员会边防军总局内设机关
- 边防军司令，上将军衔
- 边防军第一副司令兼参谋长，中将军衔
- 边防军副司令，主管舰艇部队，海军中将军衔
- 边防军副司令，主管部队政治工作，中将军衔
- 司令部
- 政治部
  - 边防军政治部主任，少将军衔
- 海军局
- 干部处
- 空军处

### 边防军区

#### 红旗太平洋边防军区
- 机关驻符拉迪沃斯托克，1939年组建，1968年5月27日获红旗勋章。1997年12月8日更名为滨海边疆区边防局。负责滨海边疆区、萨哈林州的边海防。
  - 荣获列宁勋章的第52边防总队,1925年3月16日，驻萨哈林州 Zolotorybnoye。
  - 荣获劳动红旗奖章的第57伊曼（达利涅列琴斯克）边防总队，1925年3月25日组建，1975年5月4日荣获红旗勋章，1970年以维亚切斯拉夫·鲁道福维奇·缅任斯基命名，1945年以乌苏里斯克命名，参加珍宝岛冲突。
  - 荣获库图佐夫勋章的红旗第58格罗捷阔沃边防总队（即现在的波格拉尼奇内），1925年3月25日组建。
  - 荣获库图佐夫勋章以“哈桑”命名的红旗第59波西耶特边防总队，1925年1月14日组建。
  - 荣获库图佐夫勋章以“哈桑”命名的红旗第62纳霍德卡海防总队，1936年4月8日组建。
  - 第69边防总队，位于兴凯湖西南岸的卡缅雷博洛夫。
  - 荣获博格丹·赫梅利尼茨基勋章的第114边防总队，位于国后岛。
  - 第515边防特战总队，1995年设立，驻滨海边疆区Dukhovskoye。
  - 独立第8边防船支队，驻色丹岛。
  - 独立第9边防船支队，驻萨哈林州科尔萨科夫。
  - 独立第10边防船支队，驻符拉迪沃斯托克金角湾。
  - 独立第16边防船支队，驻纳霍德卡。
  - 独立第19边防船支队，驻萨哈林州涅韦尔斯克。
  - 独立第XX边防航空团，驻南萨哈林斯克。
  - 独立第xx边防航空团，驻苏维埃港。
  - 独立第1通信团，驻符拉迪沃斯托克Sedanka。
  - 独立工程营，驻纳霍德卡。

#### 红旗远东边防军区
- 机关驻哈巴罗夫斯克市，1939年组建哈巴罗夫斯克边防军区。1977年更名为远东边防军区。1997年12月8日更名为远东联邦区边防局。负责哈巴罗夫斯克边疆区、阿穆尔州的对中国边防。
  - 红旗第55斯克沃罗季诺/贾林达边防总队，1965年设立
  - 红旗第56布拉戈维申斯克边防总队 1925年3月1日从红旗近卫第20边防总队分设。1936年2月14日获得红旗勋章。
  - 红旗第63列宁斯科耶/比罗比詹边防总队，1943年7月14日从第57边防总队分设。
  - 荣获亚历山大·涅夫斯基勋章的第70卡扎科维茨沃边防总队，1936年5月9日组建
  - 第75因诺肯季耶夫卡边防总队
  - 荣获亚历山大·涅夫斯基勋章的第78库马拉/希马诺夫斯克边防总队，1967年组建，前身与1945年9月14日荣获亚历山大·涅夫斯基勋章。
  - 第76尼柯里斯克（Екатерино - Никольское）边防总队
  - 红旗第77比金边防总队，二战前组建，1945年获红旗勋章
  - 第85波亚尔科沃/赖奇欣斯克边防总队，1969年组建
  - 第115特战边防总队，1970年代组建，驻阿穆尔州尼古拉耶夫卡，参加了车臣战争。
  - 独立第11边防船支队，驻阿穆尔州贾林达
  - 独立第12边防船支队，驻布拉戈维申斯克
  - 独立第13边防船支队，驻犹太自治州列宁斯科耶
  - 独立第14边防船支队，驻哈巴罗夫斯克市卡扎科维茨沃
  - 独立第16边防航空大队，驻哈巴罗夫斯克。
  - 独立第xx边防航空大队，驻布拉戈维申斯克。
  - 独立第12通信营，驻哈巴罗夫斯克。

#### 红旗外贝加尔边防军区
- 机关设在赤塔，1967年3月31日设立。1980年12月19日获红旗勋章。1997年12月18日更名为外贝加尔联邦区边防局。现名“外貝加爾邊疆區边防局”。负责外貝加爾邊疆區至阿尔泰共和国与中国、蒙古之间长达3000公里的边界，在克拉斯诺亚尔斯克边疆区、哈卡斯共和国、伊尔库茨克州的国际机场的三个边防检查站。
  - 红旗第9边防总队，组建于1924年10月9日，驻图瓦共和国克孜勒。
  - 红旗第22边防总队，1992年从摩尔多瓦调到赤塔州Mangut（49 41 57N, 112 40 00E）
  - 红旗第51边防总队，1924年组建。驻赤塔州恰克图
  - 以兴安斯克命名的红旗第53边防总队，1924年2月25日组建，驻赤塔州达斡里亚。1936年荣获红旗勋章
  - 第54边防总队，驻涅尔钦斯基扎沃德
  - 第64Мангутское边防总队
  - 第74边防总队，1971年11月3日组建。驻赤塔州斯列坚斯克
  - 红旗第75边防总队，1994年组建。驻阿尔泰共和国阿克塔什
  - 第19克廖恩边防总站
  - 独立第18边防航空团，驻赤塔
  - 独立第131通信营，驻赤塔

#### 红旗东方边防军区
边防军区设在阿拉木图，1963年3月13日组建。1992年11月8日解体。
- 西伯利亚边防区（机关驻新西伯利亚）
  - 第21Большой Луг边防总站
  - 第28科什阿加奇边防总队
- 哈萨克边防区 （机关驻阿拉木图）
  - 第29边防总队，1965年10月1日成立，驻阿拉木图州春贾（Chundzha），1999年移防车里雅宾斯克州特罗伊茨克。
  - 红旗第30边防总队，1931年4月1日组建，1936年2月16日荣获红旗勋章，驻塞米巴拉金斯克州巴赫特
  - 第49边防总队，1924年4月组建，位于塔尔迪库尔干州扎尔肯特。
  - 第50边防总队,1924年2月25日组建，驻东哈萨克斯坦州斋桑
  - 第128边防总队，驻塞米巴拉金斯克州马坎奇
  - 第130边防总队，驻塔尔迪库尔干州乌恰拉尔
  - 第134边防总队，驻东哈萨克斯坦州库尔丘姆
  - 第10乌雷尔边防总站
  - 第11列普辛斯克边防总站
  - 第12 Сарыджас 边防总站
  - 第10边防航空团驻阿拉木图州Burunday（43 21 07N, 76 53 00E）
  - 第23边防航空团，驻塔尔迪库尔干州乌恰拉尔
  - 第2独立通信营，驻阿拉木图
- 吉尔吉斯边防区 机关驻比什凯克
  - 第14古尔恰边防总站
  - 第16普尔热瓦尔斯克边防总站（即现在的卡拉科尔）
  - 第96边防总队，驻纳伦，1999年转移到新西伯利亚州库皮诺
  - 第18纳伦边防总站
  - 第129边防总队，驻普尔热瓦尔斯克
  - 第131边防总队，驻奥什，1999年移防鄂木斯克

#### 中亚边防军区
边防军区驻阿什哈巴德。1979年组建。
- 塔吉克边防区
  - 以帕米尔命名的第35边防总队，驻穆尔加布，1973年组建。
  - 荣获列宁勋章的红旗第48基洛夫巴德边防总队（即现在的喷赤），1928年组建，1931年荣获红旗勋章，1936年荣获列宁勋章，1999年调防切博克萨雷
  - 第66霍罗格边防总队
  - 第81铁尔梅兹边防总队，1928年10月1日组建。
  - 红旗第117边防总队，驻莫斯科夫斯基，1954年3月20日组建。
  - 第118边防总队，驻伊什卡希姆，2004撤销
  - 第13舒拉阿巴德边防总站（即现在的舒拉）
  - 第15卡莱-洪布边防总站
  - 第26穆尔加布边防总站
  - 独立第22边防船支队，驻铁尔梅兹
  - 独立红旗第23边防航空团，驻杜尚别，1981年4月13日从边防航空大队扩编。1990年获红旗勋章。2005年11月移防新西伯利亚。
  - 第8塔什干边防航空大队
  - 第118边防通信营，驻杜尚别
- 土库曼边防区
  - 红旗第45谢拉赫斯边防总队，1928年6月5日组建，1931年获红旗勋章。
  - 红旗第46卡赫卡边防总队，1936年2月16日获红旗勋章。
  - 红旗第47凯尔基边防总队，1936年获红旗勋章
  - 第67边防总队,驻卡拉卡拉。Баят - Хаджи，即现在的克孜勒阿特雷克
  - 第68塔赫塔-巴扎尔边防总队，1932年4月8日组建。
  - 红旗第71边防总队，驻阿什哈巴德州巴哈尔登，1951年2月14日荣获红旗勋章。
  - 第135边防总队，驻巴尔坎纳巴德
  - 第1 Багир 边防总站
  - 独立红旗第17边防航空团，驻马雷，1981年才原第4边防航空大队扩编。
  - 第114边防通信营，驻阿什哈巴德

#### 南高加索边防军区
- 阿塞拜疆边防区
  - 第41纳希切万边防总队
  - 第42加德鲁特边防总队
  - 第43普里希布边防总队
  - 第44连科兰边防总队
  - 里海第1边防巡逻艇大队

- 亚美尼亚边防区
  - 第39列宁纳坎边防总队
  - 第40埃里温边防总队
  - 第9Мегры 边防总站

- 格鲁吉亚边防区
  - 第37巴统海防总队
  - 第36苏呼米海防总队
  - 第38阿哈尔齐赫边防总队
  - 黑海第3奥恰姆奇拉边防巡逻艇大队

#### 西部边防军区
- 海上边防区 驻辛菲罗波尔
  - 第26敖德萨海防总队
  - 第32新罗西斯克海防总队
  - 第23塞瓦斯托波尔边防总站
  - 第24叶夫帕托里亚边防总站
  - 第25费奥多西亚边防总站
  - 黑海第1敖德萨边防巡逻艇大队
  - 黑海第2巴拉克拉瓦边防巡逻艇大队

- 摩尔达维亚边防区
  - 第2卡拉拉什边防总队
  - 红旗第23利普卡内边防总队
  - 第24巴蒂边防总队
  - 第25卡胡尔边防总队
  - 第29伊兹梅尔边防总队
  - 独立第2勒布尼察边防总站
  - 独立第3卡缅涅茨-波多利斯基边防总站
  - 独立第4莫伊利夫-波多利斯基边防总站
  - 独立第5蒂拉斯波尔边防总站
  - 黑海第4边防巡逻艇大队

- 乌克兰边防区 驻利沃夫
  - 第20斯拉武塔边防总队
  - 第22沃洛基斯克边防总队
  - 第98柳博姆利边防总队
  - 第90弗拉基米尔-沃伦斯基边防总队
  - 第91拉瓦-罗斯卡亚边防总队
  - 第92普热梅希尔边防总队
  - 第93 Лиско 边防总队
  - 第94斯科列边防总队
  - 第95纳迪夫那边防总队
  - 第97切尔诺夫策边防总队

- 白俄罗斯边防区
  - 第13别列津诺边防总队
  - 第16捷尔任斯克边防总队
  - 第18日特科维奇边防总队
  - 第83 Слободка 边防总队
  - 第86奥古斯图夫边防总队
  - 第87沃姆扎边防总队
  - 第88 Шепетово 边防总队
  - 独立第10格罗德诺边防航空兵团

#### 波罗的海沿岸边防军区
边防军区驻塔林市。
- - 第6拉克韦雷边防总队
  - 第8哈普萨卢边防总队
  - 第10库雷萨雷边防总队
  - 第12利耶帕亚边防总队
  - 第105克雷廷加边防总队
  - 第106陶拉盖边防总队
  - 第107马里扬波莱边防总队
  - 波罗的海第2边防巡逻艇大队（驻塔林）
  - 独立第11库雷萨雷边防航空团

#### 西北部边防军区
- 列宁格勒边防区
  - 红旗第5恩索边防总队（恩索即现在的斯韦托戈尔斯克）
  - 第7金吉谢普边防总队
  - 第9普斯科夫边防总队
  - 第11Пригород Красный 边防总队（位于现在的克拉斯诺戈罗茨科耶）
  - 第33夏基耶尔维边防总队（现在的Кондратьево）
  - 第102埃利森瓦拉边防总队
  - 第103 Ремпетти 边防总队
  - 波罗的海第1边防巡逻艇大队（驻维索茨克）

- 卡累利阿边防区（驻彼得罗札沃茨克）
  - 第1乌赫塔边防总队
  - 第3索尔塔瓦拉边防总队
  - 第72 Оланга 边防总队
  - 第73雷博勒边防总队
  - 第80 Кипринмяки 边防总队
- 摩尔曼斯克边防区
  - 第82摩尔曼斯克边防总队
  - 第100 Озерко 边防总队
  - 第101库奥拉亚尔维边防总队
  - 北方第1边防巡逻艇大队，驻 Кувшинская Салма
  - 第17约坎加独立边防总站
  - 第20捷里别尔卡边防总站

#### 堪察加边防军区
1980年从太平洋边防军区分出组建。
- - 荣获列宁勋章的第52萨哈林亚历山德罗夫斯克边防总队
  - 第65尼古拉耶夫斯克边防总队
  - 红旗第60堪察加彼得罗巴甫洛夫斯克海防总队
  - 第61马加丹海防总队

### 直属部队、学校
- - 边防军直属独立航空兵旅，驻莫斯科贝克沃机场
  - 边防军第1无人机大队，驻莫斯科贝克沃机场
  - 第2海防初级指挥学校，驻马哈奇卡拉。
  - 第4阿尔汉格尔斯克边防总队
  - 边防军列宁格勒海防学院
  - 边防军阿纳帕海防训练大队
  - 边防军技术研究所
  - 边防军第17疗养院，驻五山城。
  - 独立第2边防航空大队，驻阿尔汉格尔斯克
  - 以Ф.Э.捷尔任斯基命名的阿拉木图高等边防指挥学校
  - 以К.Ё.伏罗希洛夫命名的莫斯科州Golytsin的高等边防军政学校
  - 以莫斯科苏维埃命名的莫斯科高等边防指挥学院。

## 训练
边防部队的军事训练以执勤为中心，射击、执勤、体能训练为主要军事训练课目。每个哨所都建有完善的勤务训练场、体能训练场（健身房）和射击场。日常管理突出实用性、注重实效性。为保障执勤需要，哨所设有“烘干室”，解决执勤人员烘烤衣服、鞋和包脚布；哨所还设有“补觉室”，则是专门为执勤的哨兵准备的安静的免打扰休息室。烘干室、补觉室这种措施也被中国黑龙江省军区的边防部队采纳。 
苏联伏龙芝军事学院与列宁军政学院也设立了边防指挥系。 

## 社会影响
苏联诗人伊萨科夫斯基1938年创作的抒情诗《卡秋莎》，表现春回大地时的美丽景色和名叫卡秋莎的姑娘对离开故乡参加边防军去保卫边疆的情人的思念。这首歌广为传唱，成为苏联最有代表性的歌曲之一： 
```
驻守边疆年轻的战士
心中怀念遥远的姑娘
勇敢战斗保卫祖国
喀秋莎爱情永远属于他
```

在苏联边防军服役的社会知名人士：
- 白俄罗斯总统卢卡申科
- 格鲁吉亚总统萨卡什维利
- 摩尔多瓦总理弗拉德·费拉特
- 苏联倒数第二任领导人契尔年科

## 外部連結
- Oral History: A soldiers account of his service in the border guards and NKVD
- NKVD.org:  information site about the NKVD